# L'anticristo (singolo)
L'anticristo è un singolo del rapper italiano Kid Yugi, pubblicato il 27 febbraio 2024 come secondo estratto dall'album in studio I nomi del diavolo.

## Video musicale
Il video, reso disponibile il giorno dell'uscita del singolo sul canale YouTube del rapper, è stato diretto da Francesco Lorusso e prodotto da Martino Benvenuti e Antonio Giampaolo. Tre mesi dopo l'uscita il video ha raggiunto 1.7 milioni di visualizzazioni.

## Tracce
Testi di Francesco Stasi, musiche di Gianluca Cranco, Edoardo Di Fazio e Umberto Odoguardi.
1. L'anticristo – 2:18